# 鳥取県道175号八東停車場線
鳥取県道175号八東停車場線（とっとりけんどう175ごう はっとうていしゃじょうせん）は、鳥取県八頭郡八頭町を通る一般県道である。

## 概要
八頭郡八頭町才代（さいたい）から八頭郡八頭町徳丸に至る。

### 路線データ
- 起点：鳥取県八頭郡八頭町才代（若桜鉄道若桜線 八東駅前）
- 終点：鳥取県八頭郡八頭町徳丸（才代入口交差点、国道29号交点）

## 路線状況

### 重複区間
- 鳥取県道153号才代船岡線（八頭郡八頭町才代（さいたい）・八東駅交差点 - 八頭郡八頭町才代）

## 地理

### 通過する自治体
- 鳥取県
  - 八頭郡八頭町

### 交差する道路
| 交差する道路                         | 交差する場所     | 交差する場所          |
| ------------------------------------ | ---------------- | --------------------- |
| 鳥取県道153号才代船岡線 重複区間起点 | 才代（さいたい） | 八東駅交差点          |
| 鳥取県道153号才代船岡線 重複区間起点 | 才代             |                       |
| 国道29号 国道482号 重複              | 徳丸             | 才代入口交差点 / 終点 |

### 交差する鉄道
- 若桜鉄道若桜線

### 沿線
- 若桜鉄道若桜線 八東駅
- 八東郵便局